# Eduard Ausfeld (Ministerialbeamter)
Ernst Wilhelm Eduard Ausfeld (* 18. August 1885 in Wiesbaden; † 1946) war ein deutscher Offizier, politischer Funktionär und Ministerialbeamter. Ausfeld war unter anderem Generalsekretär des Frontsoldatenbundes und Wehrverbandes Stahlhelm in der Zeit der Weimarer Republik und seit 1933 hoher Beamter im Reichsarbeitsministerium.

## Leben und Tätigkeit

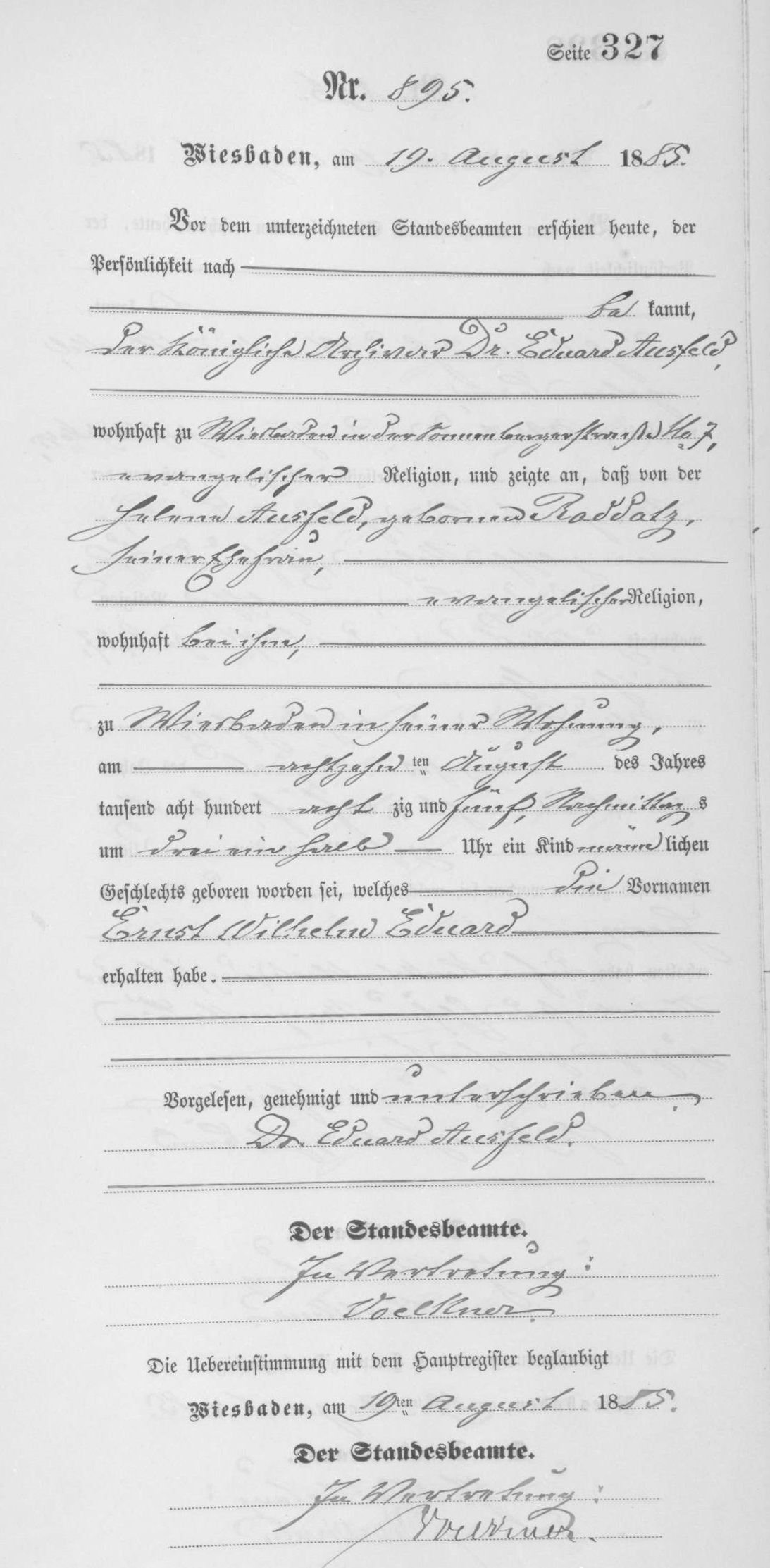
Geburtsurkunde von Eduard Ausfeld aus dem Jahr 1885.

Ausfeld war ein Sohn des Archivars Eduard Ausfeld und dessen Ehefrau Johanna, geborene Raddatz.
Nach dem Schulbesuch trat Ausfeld in die preußische Armee ein. 1906 wurde er ins Offizierskorps aufgenommen. Während des Ersten Weltkriegs wurde er zum Oberleutnant (1914) und zum Hauptmann (1915) befördert. Bei Kriegsende wurde er 1918 als Kommandant des Jägerbataillons 27 verabschiedet.
Von 1918 bis 1922 tat Ausfeld während des Finnischen Bürgerkrieges Dienst in der Weißen Armee im Rang eines Obersten. Nach seiner Rückkehr nach Deutschland arbeitete er von 1923 bis 1924 als Privatsekretär des Reichsernährungsministers Schiele.
1924 wurde Ausfeld Generalsekretär des Frontsoldatenbundes Stahlhelm, einer der wichtigsten Organisationen der politischen Rechten in der Zeit der Weimarer Republik. Neben dem Bundesführer des Stahlhelms Franz Seldte und dessen Stellvertreter Theodor Duesterberg war Ausfeld der wichtigste Funktionär der Organisation. Unter Ausfelds Mitwirkung entwickelte der Stahlhelm sich in den letzten Jahren der Republik verstärkt von einem Veteranenbund zu einem paramilitärischen Wehrverband. In den letzten Jahren der Weimarer Republik war Ausfeld zudem Mitglied des Deutschen Herrenklubs.
Nach der Ernennung des Stahlhelm-Bundesführers Seldte zum Reichsarbeitsminister in der am 30. Januar 1933 eingesetzten ersten Regierung Hitler, die formal eine Koalition der NSDAP, der Deutschnationalen Volkspartei und formal ungebundener rechtsgerichteter Kräfte wie dem Stahlhelm darstellte, wurde Ausfeld auf Betreiben von Seldte als Beamter ins Reichsarbeitsministerium berufen. Hier erhielt er den Rang eines Oberregierungsrates.